# Arado Ar 65
El Arado Ar 65 era un biplano monoplaza, variante y sucesor del caza Ar 64 . Ambos eran muy similares; la única diferencia importante fue la sustitución del anterior motor radial por un motor V12 BMW VI 7.3z . Los Arado Ar 64 y 65 proporcionaron a Alemania aviones de entrenamiento y cazas de transición extraordinariamente útiles. Este avión se evaluó contra el Heinkel HD 43, siendo el aparato de Heinkel rechazado.
El Ar 65 apareció en 1931 del que fueron construidos seis aparatos; los tres primeros Ar 65a al Ar65c eran prototipos, mientras los modelos Ar 65d al Ar 65F eran versiones de producción. El Ar 65 entró en servicio en 1934 y sirvió junto al Ar 64 en dos grupos de caza: Fliegergruppe Döberitz en Döberitz y Fliegergruppe Damm. En 1935, el Ar 65 fue relegado por el Heinkel He 51 a aeronave de entrenamiento avanzado para pilotos de caza, siendo retirados en 1936-1937. Aun así, al año siguiente, doce de ellos recomprados a la Luftwaffe fueron entregados a la Real Fuerza Aérea búlgara; se da la circunstancia que estos aviones fueron pagados con la fortuna personal del rey Boris III. La producción final fue de 85 aeronaves.

## Variantes
Ar 65a
Prototipo, propulsado por un motor V12 BMW VI 7.3z de 671–740 hp refrigerado por agua. Primer vuelo en 1931
Ar 65b
Prototipo, similar al Ar 65a pero con cambios estructurales menores
Ar 65c
Prototipo similar al Ar 65b pero con cambios estructurales menores; provisto de una hélice de cuatro palas
Ar 65d
Modelo de producción. Desarrollo de 1932 a partir del Ar 65a al que se rebajaron la línea de empuje del motor y el perfil del morro y fuselaje delantero, se ensanchó el fuselaje de cola y se añadieron montantes interplanos. 40 ejemplares construidos
Ar 65E
Versión de serie del 65d, pero con la colocación de soportes para seis bombas de 10 kg.
Ar 65F
Modelo de producción final. Modificación de serie del Ar 65E con armamento mejorado y un aumento de peso de 40 kg.
Las dos últimas variantes sirvieron durante algunos meses como cazas, antes de ser complementados y posteriormente reemplazados por el Heinkel He 51, siendo utilizados entonces como entrenador avanzado para pilotos de caza, hasta ser definitivamente retirados del servicio en 1936.

## Operadores
- Real Fuerza Aérea búlgara
- Luftwaffe

## Especificaciones (Ar 65E)
Características generales
- Tripulación: 1
- Longitud: 8,40 m
- Envergadura: 11,20 m
- Altura: 3,42 m
- Superficie alar: 23 m²
- Peso en vacío: 1310 kg

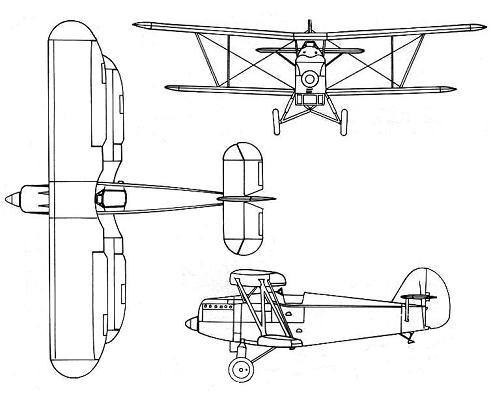

- Peso máximo al despegue: 1930 kg
- Planta motriz: motor en línea BMW 7.3z de 12 cilindros en V de 750 hp

Rendimiento
- Velocidad máxima:  300 km/h a 1650 m.
- Velocidad de crucero: 245 km/h a 1400 m
- Autonomía: 560 km
- Techo de vuelo: 7600 m.
- Régimen de ascenso: 10,60 m/s
- Tiempo de trepada:
  - 1000 m en 1 min 30 s
  - 5000 m en 10 min 36 s

Armamento
- 2 x ametralladoras MG 17 de 7,92 mm con 500 cartuchos por arma

### Desarrollos relacionados
Arado Ar 64

### Artículos similares
Heinkel HD 43

### Listas relacionadas
- Anexo:Aeronaves militares utilizadas en la Segunda Guerra Mundial
- Anexo:Aeronaves militares de Alemania en la Segunda Guerra Mundial